# Bruchwald Roßdunk
Das Naturschutzgebiet Bruchwald Roßdunk liegt auf dem Gebiet der kreisfreien Stadt Brandenburg an der Havel in Brandenburg.
Das Gebiet mit der Kenn-Nummer 1182 wurde mit Verordnung vom 1. Dezember 1995 unter Naturschutz gestellt. Das 96,54 ha große Naturschutzgebiet erstreckt sich nördlich von Göttin, einem Ortsteil von Brandenburg an der Havel. Östlich des Gebietes verläuft die B 102, nördlich erstreckt sich das 95 ha große Landschaftsschutzgebiet Schmerzker Busch (siehe Liste der Landschaftsschutzgebiete in Brandenburg).